# Berijew MP-1
Die Berijew MP-1 (russisch Бериев МП-1) war ein sowjetisches Flugboot.

## Entwicklung
Die MP-1 war die Transportvariante der Berijew MBR-2 und wie diese ein einmotoriger Hochdecker. Jedoch waren die Waffenstände und die Außenlaststationen demontiert worden. So ergab sich eine bessere Flugleistung gegenüber dem Ausgangsmodell. Dies wurde genutzt um 1937 eine Reihe von Höhenweltrekorden für Frauen aufzustellen, die Polina Ossipenko erflog.
Die MP-1 war das erste sowjetische Passagierflugboot, das über einen nennenswerten Komfort verfügte. Auf der Route von Jalta nach Odessa, auf dem die MP-1 normalerweise eingesetzt wurden, konnten sich die Passagiere an den bequemen Sitzen, der geschmackvollen Inneneinrichtung und dem Belüftungssystem erfreuen. Der Erstflug der Maschine fand 1933 statt. Die Aeroflot begann 1934 die Maschinen im Liniendienst einzusetzen. Sie blieben zum Teil bis 1950 im Einsatz.
Die Frachtvarianten MP-1T und MP-1Tbis waren in der Regel umgebaute MBR-2, bei denen die Bewaffnung ausgebaut wurde. Die Maschinen wurden meistens in den Polarregionen eingesetzt, wo sie neben der eigentlichen Frachtflugzeugrolle auch als Fotoflugzeug und zur Eis- oder Fischbeobachtung eingesetzt wurden.

## Technische Daten (MP-1)

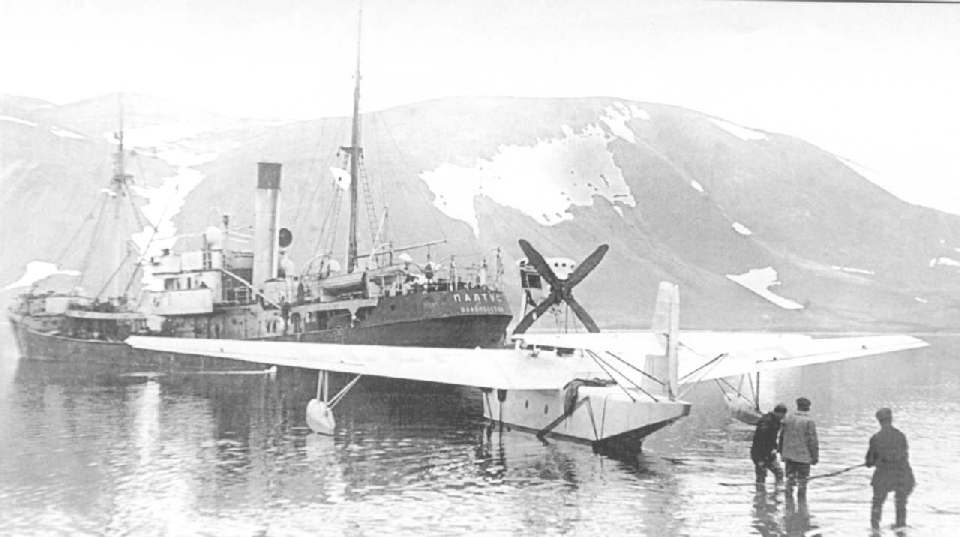
Eine Berijew MP-1

| Kenngröße             | Daten                                                                             |
| --------------------- | --------------------------------------------------------------------------------- |
| Besatzung             | 2                                                                                 |
| Passagiere            | 6                                                                                 |
| Länge                 | 13,50 m                                                                           |
| Spannweite            | 18,90 m                                                                           |
| Höhe                  | 5,42 m                                                                            |
| Flügelfläche          | 55 m²                                                                             |
| Leermasse             | 2640 kg                                                                           |
| max. Startmasse       | 4100 kg                                                                           |
| Triebwerk             | ein Zwölfzylinder-Reihenmotor Mikulin M-17 freistehend über dem Flügel angeordnet |
| Leistung              | 500 PS (ca. 370 kW)                                                               |
| Höchstgeschwindigkeit | 214 km/h in Bodennähe                                                             |
| Gipfelhöhe            | 4720 m                                                                            |
| Reichweite            | 680 km                                                                            |
| Flugdauer             | 4 h                                                                               |